# Néstor Valqui Matos
Néstor Antonio Valqui Matos es un ingeniero y político peruano. Fue congresista por el departamento de Pasco durante el periodo parlamentario 2011-2016.
Nació en el distrito de Ticlacayán, provincia y departamento de Pasco, Perú, el 17 de noviembre de 1969. Cursó sus estudios primarios y secundarios en su localidad natal. Entre 1991 y 1997 cursó estudios superiores de ingeniería metalúrgica en la Universidad Nacional Daniel Alcides Carrión de la ciudad de Cerro de Pasco.
Su primera participación política se dio en las elecciones municipales de 1998 cuando postuló a la alcaldía del distrito de Ticlacayán sin éxito. En las elecciones regionales del 2006 tentó la presidencia del Gobierno Regional de Pasco por el Partido Nacionalista Peruano quedando en sexto lugar con sólo el 7.59% de los votos. En las elecciones generales 2011 fue candidato a congresista por Pasco por el fujimorismo resultando elegido.
En el inicio de su gestión se tomó conocimiento que Valqui y su esposa eran propietarios de un centro de diversión nocturna en el distrito de Yanacancha. Se hizo conocido que el año 2008, Valqui había sido condenado a dos años de prisión suspendida por el delito de proxenetismo. Esta sentencia fue confirmada en segunda instancia. A raíz de esta denuncia, Fuerza 2011 suspendió a Valqui para que fuera investigado en la Comisión de Ética del Congreso. Sin embargo, luego de que esta recomendara su suspensión, Valqui fue "blindado" en el pleno del congreso por con los votos fujimoristas de miembros de la bancada de Fuerza 2011, salvándolo de la suspensión por 120 días desestimándose también que se denuncie a Valqui ante el Ministerio Público ante los indicios de lavado de activos.